# Frankenfels
Frankenfels osztrák mezőváros Alsó-Ausztria St. Pölten-i járásában. 2024 januárjában 1897 lakosa volt. 

## Elhelyezkedése

Frankenfels a Sankt Pölten-i járásban

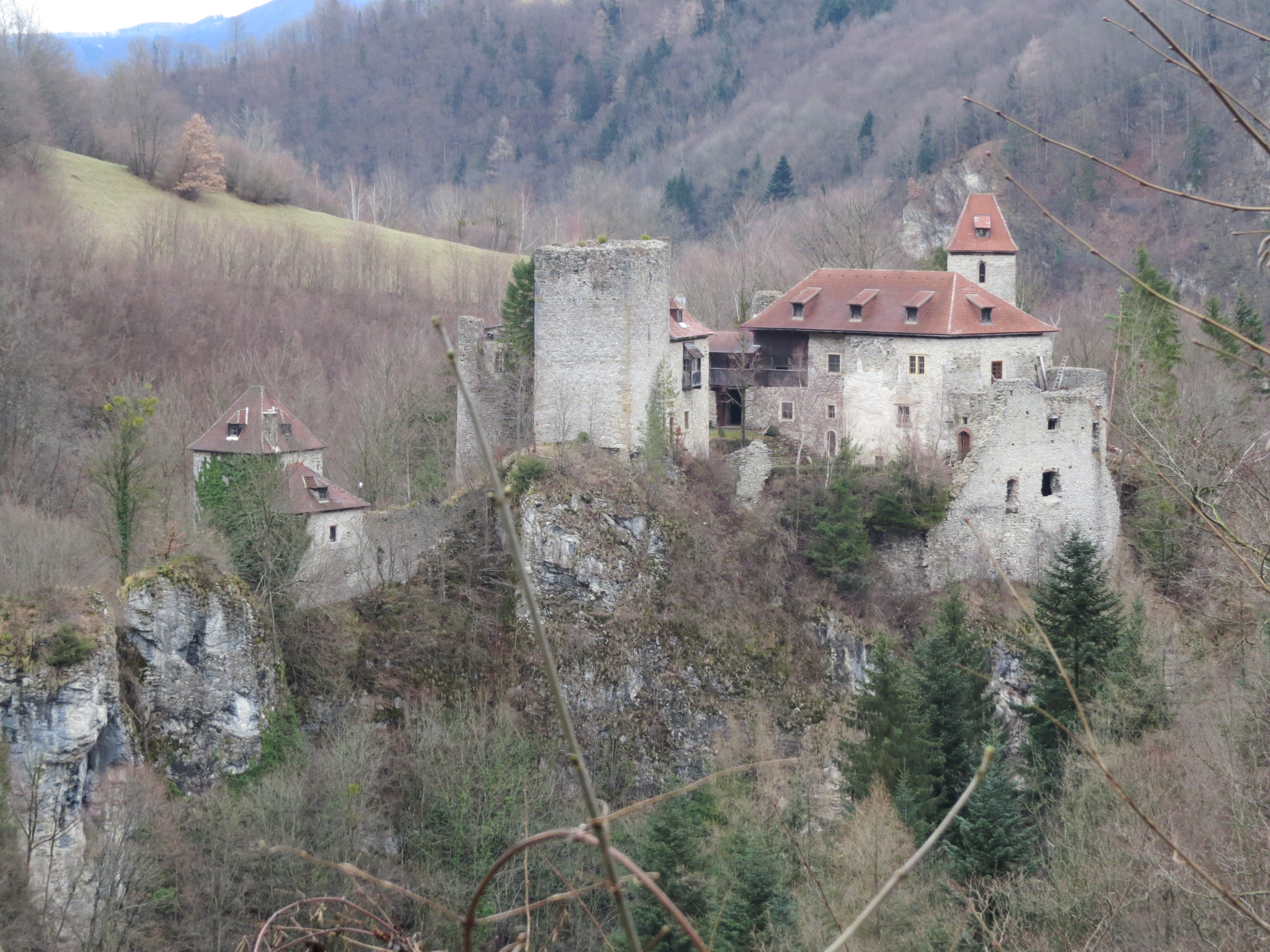
Weißenburg vára

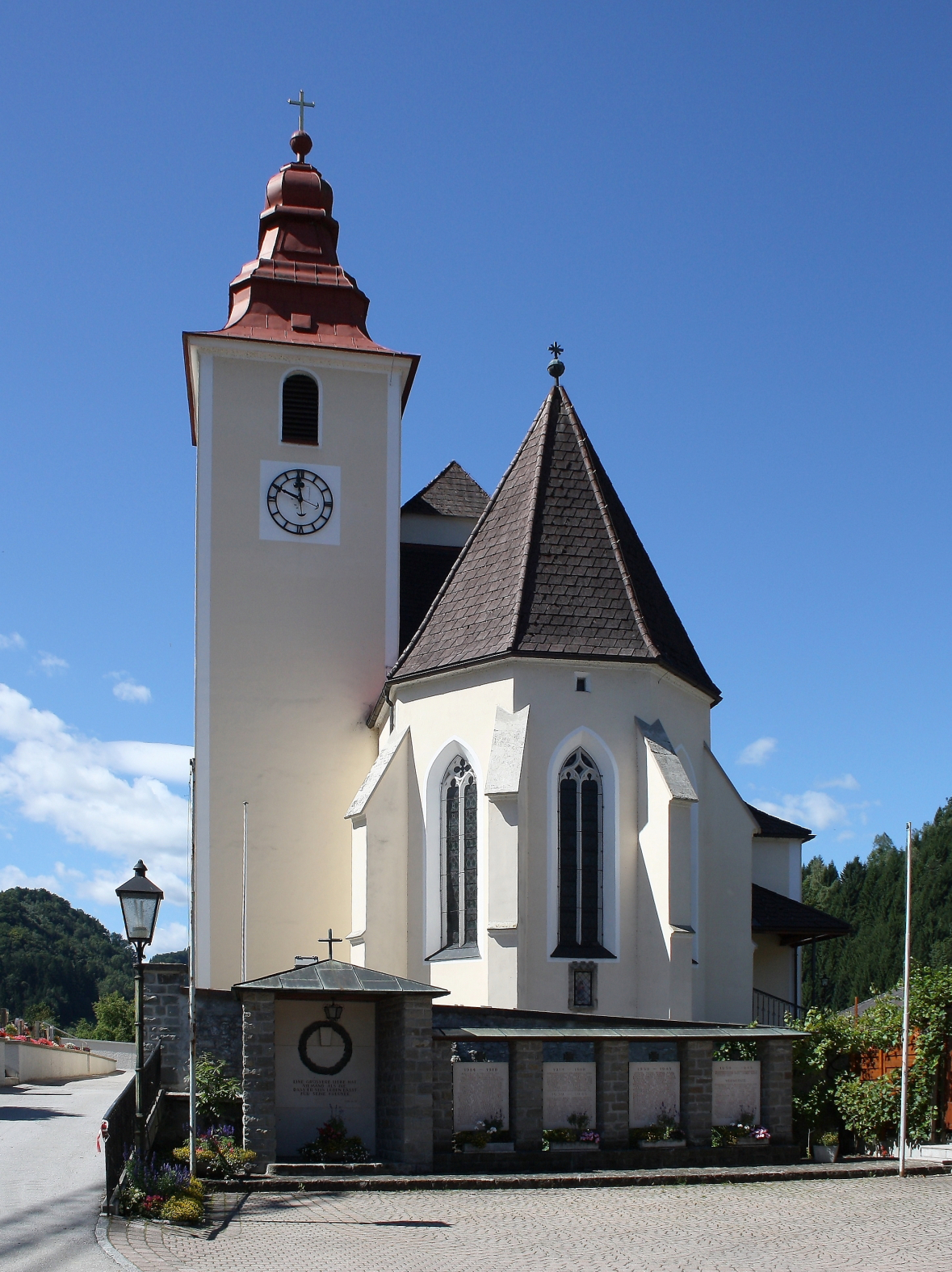
A Szt. Margit-plébániatemplom

Frankenfels a tartomány Mostviertel régiójában fekszik a Türnitzi-Alpokban, a Nattersbach folyó mentén. Területének 57,5%-a erdő, 37,8% áll mezőgazdasági művelés alatt. Az önkormányzathoz 2020 óta egyetlen település és katasztrális község tartozik, amikor is egyesítették a korábbi 19 települést. 
A környező önkormányzatok: északra Texingtal, északkeletre Kirchberg an der Pielach, keletre Loich, délkeletre Schwarzenbach an der Pielach, délnyugatra Puchenstuben, nyugatra Sankt Anton an der Jeßnitz, északnyugatra Sankt Georgen an der Leys.

## Története
Frankenfels területére a 11. században érkeztek bajor és frank telepesek. A település első említése 1083-ból származik. 1300 körül az osztrák herceg is rendelkezett a környéken földbirtokkal. Nagyjából ekkor építtette Dietrich von Rabenstein Weißenburg várát, amely hosszú évekig az uradalom székhelyéül szolgált, és a 16. századtól Frankenfels felett is joghatóságot gyakorolt. Frankenfels 1429-ben vált önálló egyházközséggé, 1787-ig Schwarzenbach, 1804-ig pedig Puchenstuben is hozzá tartozott. A reformáció után a lakosság és az uradalom tulajdonosa is áttért a lutheránus vallásra. 
Az 1596/97-es alsó-ausztriai parasztfelkelésekben frankenfelsiek is részt vettek: Stephan Progl kapitány részt vett St. Pölten ostromában. Christian Haller puchenstubeni vendéglős pedig saját osztagot szervezett, ám nem engedte hogy Weißenburgot (amelynek alattvalója volt) kifosszák, csak a borukat rekvirálta el. Az uradalom 1635-től a Tattenbach család birtokában volt. Frankenfels gazdasága ekkor érezhetően fellendült, itt is részt vettek a stájerországi vasérc feldolgozásában. 1655-ben mezővárosi jogokat kapott. Bécs 1683-as török ostromakor a mintegy 300 lakos Weißenburgban talált menedéket. 
A mariazelli vasút megépítésével Frankenfels megnyílt az idegenforgalom számára. A forgalom 1905-ben indult meg, de a vonal csak 1907-ben jutott el Mariazellig. 

## Lakosság
A frankenfelsi önkormányzat területén 2024 januárjában 1897 fő élt. Lakosságszáma 2001 óta csökkenő tendenciát mutat. 2022-ben az ittlakók 97,2%-a volt osztrák állampolgár; a külföldiek közül 0,6% a régi (2004 előtti), 0,6% az új EU-tagállamokból érkezett, 1,6% egyéb ország polgára volt. 2001-ben a lakosok 96,9%-a római katolikusnak, 0,4% evangélikusnak, 0,3% mohamedánnak, 1,9% pedig felekezeten kívülinek vallotta magát. Ugyanekkor a legnagyobb nemzetiségi csoportot a németek (99,5%) mellett a csehek alkották 2 fővel. 
A népesség változása:

| 2016 | 2 023 |
| 2018 | 1 975 |

## Látnivalók
- Weißenburg vára
- a Szt. Margit-plébániatemplom
- a Grasser-malom

## Testvértelepülések
- Hollstadt (Németország)

## Fordítás
- Ez a szócikk részben vagy egészben  a   Frankenfels című német Wikipédia-szócikk ezen változatának fordításán alapul.  Az eredeti cikk szerkesztőit annak laptörténete sorolja fel. Ez a jelzés csupán a megfogalmazás eredetét és a szerzői jogokat jelzi, nem szolgál a cikkben szereplő információk forrásmegjelöléseként.

1. ↑  Einwohnerzahl 1.1.2018 nach Gemeinden mit Status, Gebietsstand 1.1.2018. Osztrák Statisztikai Hivatal. (Hozzáférés: 2019. március 9.)